# كلايوس كينسكي
كلايوس كينسيكي (بالألمانية: Klaus Kinski) (ولد كلايوس جنتر كارل نكاسزنسكي؛ في 18 أكتوبر عام 1926 – 23 نوفمبر عام 1991) هو ممثل ألماني. وقد ظهر في أكثر من 130 فيلمًا وهو ربما يكون أفضل دور ممثل يُذكر في أفلام فرنر هرتزوغ متضمنًا: أجيرا، غضب الرب (فيلم) عام (1972)، نوسفيراتو مصاص الدماء (عام 1979)، Woyzeck (1979)،فيتزكارالدو (1982) كوبرا فيردي (1987).

## فترة الطفولة

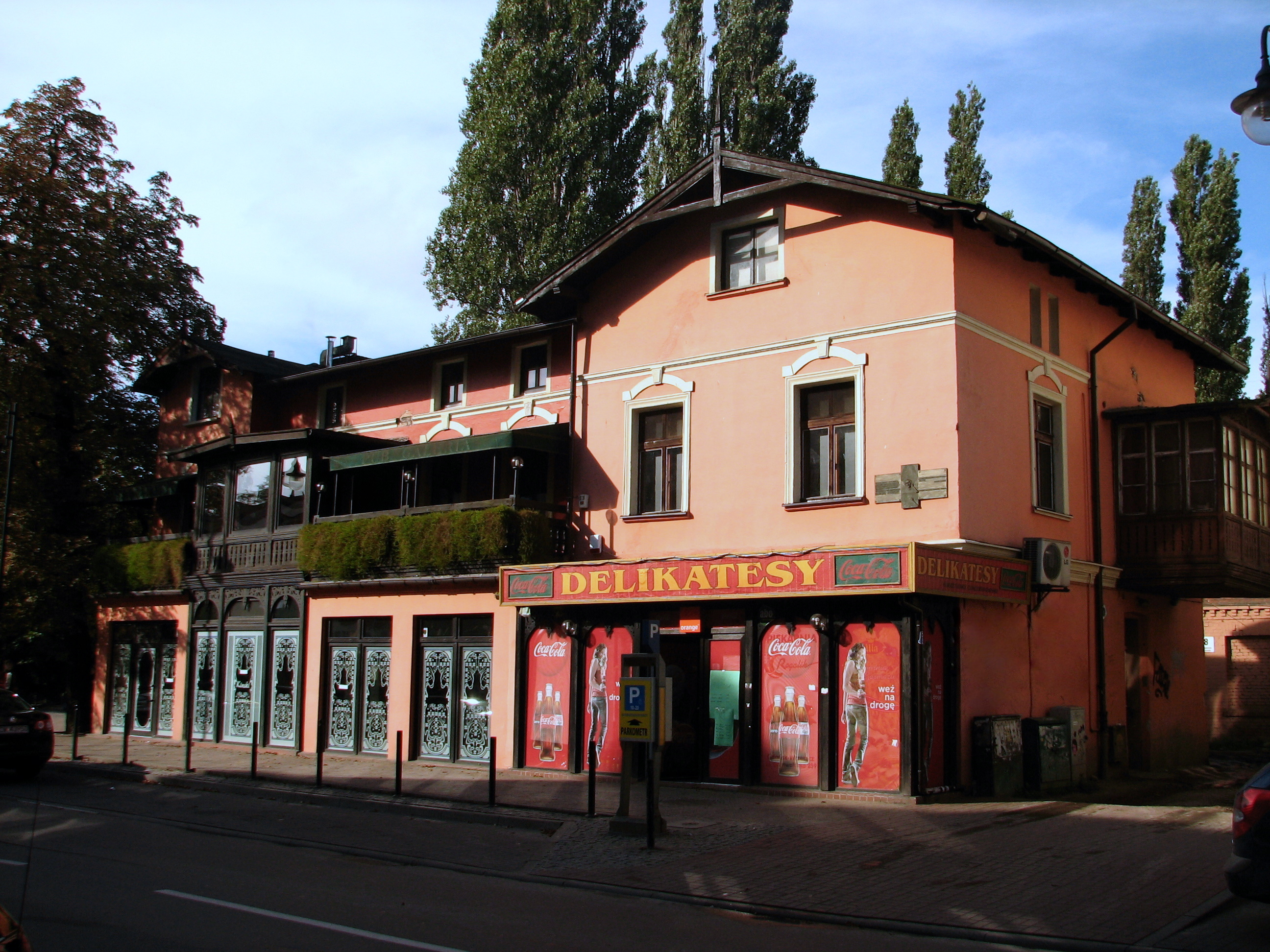
منزل والدا كلايوس كينسكي

ولد كلايوس كينسكي لأب ألماني وأم ألمانية من سوبوت في مدينة دانزينج الحرة (سوبوت، بولاندا). كان والده برونو نازاكتش ألماني من أصل بولندي  وكان مغنيا في الأوبرا فاشلاً ثم تحول إلىصيدلي؛ وكانت والدته سوزان (نى لوتز) ممرضة وابنةً لراعي الكنيسة في المنطقة. وكان له ثلاث أخوات أكبر منه: وهم إنجى وأرن وهانز-جوشيم. وبسبب الكساد الكبير لم تستطع عائلته العيش في دانزينج فانتقلت إلى برلين عام 1931. وقد استقروا في شقة في وارتبرجسترا 3 في حي سكونبرج وقد حصلوا على حق المواطنة في ألمانيا. ومنذ عام 1936 كان كينسكي يتعلم في برينز-هنيريتش-جمانزيوم في سكون برج.

## الحياة العملية

### الخدمة العسكرية أثناء الحرب العالمية الثانية
وقد أُخذ كينسكى لخدمة الجيش في ألمانيا فيرماخت في فترة من عام 1943. لم يشترك كينسكي في أي عمل إلا في شتاء عام 1944 عندما انتقلت وحدته إلى هولندا. وكانت التقارير في صحيفة تنوع تفيد بأن كينسكي قد وقع جريحًا وأسيرًا ل الجيش البريطاني في اليوم الثاني للاشتباكات ولكن السيرة الذاتية لكينسكي تشير إلى إنه اتخذ قرار الهجر بإرادته. كما أدعى كينسكي أنه بعدما قام الألمان بأسره وعرضه على المحكمة العسكرية بسب هجره للجيش وبعدما حُكم عليه بالإعدام، فإنه هرب واختبأ في الغابات وأخيرًا استسلم لدورية بريطانية قامت بجرحه في ذراعه أولاً.
اتهمت بولا، الابنة الكبرى للنجم السينمائي الألماني الراحل كلاوس كينسكي، والدها بالاعتداء عليها جنسيا منذ كانت تبلغ الخامسة وحتى وصل عمرها 19 عاما.
وقالت بولا لمجلة ألمانية إنها قررت الخروج عن صمتها نتيجة لاستمرار شهرة وشعبية كينسكي بعد أكثر من عشرين على رحيله.
ولعب كينسكي دور البطولة في عدد من أشهر الأفلام الألمانية في السبعينيات والثمانينيات، والتي قام باخراج الكثير منها فيرنر هيتزوغ.
وقال شقيق هيرتزوغ لبي بي سي أن المخرج لن يعلق على ما قالته بولا.
وقال كريستيان ديفيد، الذي نشر كتابا عن حياة كينسكي، إنه كانت هناك تكهنات عن طبيعة العلاقة بين كينسكي وبولا.
وقال ديفيد إنه “في أوروبا، وخاصة ألمانيا، ما زال لكينسكي قاعدة كبيرة من المعجبين”.
وأضاف “سنرى كيف يتغير ذلك في الشهور القادمة”.
وكشفت بولا، وهي ممثلة سينمائية، عن اعتداء والدها عليها في مقابلة مع مجلة “شتيرن” قبيل صدور سيرتها الذاتية.
وقالت للصحيفة “الامر الفظيع إنه قال لي ذات مرة ان ما يقوم به طبيعي للغاية وان آلاف الاباء يفعلون الامر نفسه مع بناتهم”.
واضافت إنها لم تتحدث عن الامر لأن والدها منعها من الحديث عنه.
ولم تعلق الممثلة الشهيرة نستازيا كينسكي، الاخت غير الشقيقة لبولا، على الامر عندما اتصلت بها رويترز
وبعدما تم علاجه واستجوابه أصبح كينسكي أسير حرب «معسكر186» في قاعة بريشرش في كلوشستر، اسكس. وكانت السفينة التي نقلته إلى إنجترا استهدفت بطوربيد الألمانغواصة ألمانية ولكنها استطاعت أن تصل بسلام إلى وجهتها.
وفي معسكر أسرى الحرب POW لعب كينسكي دوره الأول على خشبة المسرح وقد شارك في العروض التي تهدف إلى رفع معنويات المساجين. وبعد نهاية الحرب في أوروبا في مايو عام 1945 كان أسرى الألمان قلقون للعودة إلى الوطن. وكان كينسكي قد علم بأن المرضى من السجناء لهم أولوية العودة ولذلك أراد أن ينضم إلى هذه الفئة بالوقوف عاريًا بالليل وبشرب البول وبأكل السجائر. ومع ذلك لم يمرض وأخيرًا سُمح له بالعودة إلى ألمانيا في عام 1946 بعدما قضى سنة وأربعة أشهر في الأسر. وبعد وصوله إلى برلين رأى أن هذه المدينة الحديثة قد دُمرت وأصبحت الآن استعمرت من قبل قوات التحالف. وعلم كينسكي أن والده قد مات أثناء الحرب وأن والدته قُتلت في هجوم التحالف الجوي.

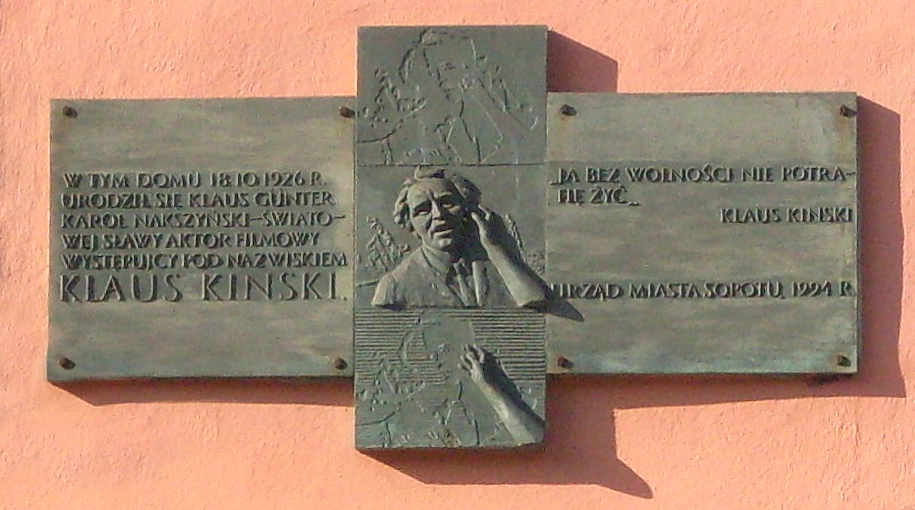
البلاء الذي خيم على مكان ميلاد كينسكيزوبت

### عمله المسرحي
وبعد عودته إلى ألمانيا ودون حصوله على أي تدريب محترف (هيزوج ذكر في كتابهأفضل صديق أن كينسكي كان يعلم نفسه بنفسه)، بدأ كينسكي يمثل على مسارح صغيرة ومستقلة في أوفبرج وكان يستخدم اسمه الجديد كلايوس كيكنسي (Klaus Kinski). وفي عام 1946 اشتغل في مسرح سكولزبارك الشهير في برلين ولكن المدير قام بفصله عن العمل في عام 1947 وذلك لقيامه بسلوك غير متوقع.
وقد اشتغل في مسارح أخرى ولكن سلوكه العنيف والغريب كان دائمًا يضعه في مأزق. وفي عام 1950 دخل كينسكي مستشفى الأمراض النفسية وبقى بها لمدة ثلاثة أيام وأشارت التقارير الطبية في تلك الفترة كتشخيص أولي إلى الفصام. وفي تلك الفترة أصبح كسنسكي غير قادر على الحصول على أدوار في الأفلام وفي عام 1955 قام كسنسكي بمحاولتين للانتحار. وفي مارس عام 1965 ظهر كسنسكي كضيف شرف مرة واحدة في مسرح برج في فيينا في مسرحية Torquato Tasso لجوته. وعلى الرغم من احترام زملائه له ومن ضمنهم جودث هولمستر (Judith Holzmeister) وتشجيع الجمهور إلا أن أمل كينسكي في الحصول على عقد دائم لم يتحقق وذلك لأن إدارة مسرح برج كان على دراية مؤخرًا بالصعوبات الأولية التي واجهها الممثل كينسكي في ألمانيا. وقد حاول كينسكي مقاضاة الشركة لكن محاولته باءت بالفشل.
وقد عاش كينسكي دون وظيفة ودون أية تطلعات إلى المستقبل مما دفعه إلى إعادة اكتشاف نفسه كمقدم منولوج وكفنان يرتجل الكلام. وقد قدم نثرًا وشعرًا لفرنسواز فيولن، ووليم شكسبير وأوسكار ويلد ضمن آخرين. وبذلك بدأ في تأهيل نفسه كممثل مشهور وأخذ يطوف البلاد مثل أستراليا وألمانيا وسويزرلاند لعرض مسرحياته.

### أعماله السنيمائية وأواخر حياته

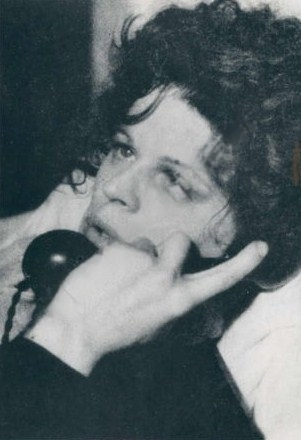
كينسكي في عام 1961

كان أول دور سينمائي لكينسكي هو دور صغير من فيلم عام 1948 موريتى (Morituri). وقد ظهر في العديد من أفلام ادجر والس الألمانية كما كان له أدوار صغيرة في أفلام الحرب الأمريكية قرار قبل الفجر (1951) وميعاد للحب وميعاد للموت (1958). وفي فيلم ألفريد فورير (Die toten Augen von) لندن (1961) قام كينسكي بشخصية رافضة الشعور بالذنب بسبب أفعالها الشريرة وكانت هذه الشخصية تدعي أنها كانت تلبي فقط الأوامر الموجهة إليها؛ وكان أداء كينسكي يعكس امتناع الألمان فيما بعد الحرب عن الاعتراف بالمسؤولية تجاه ما حدث أثناء الحرب العالمية الثانية.
وأثناء الستينيات والسبعينيات ظهر كينسكي في كثير من أنواع أفلام الدرجة الثانية الأوروبية كما ظهر في كثير من الأعمال المعروفة مثل:دكتور زيفاجو (Doctor Zhivago) (1965) وفيه لعب دور سجين لاسلطوى في طريقه إلى معتقل جولاج. وقد انتقل إلى إيطاليا في أواخر الستينيات وكان له دورًا في العديد من أفلام سباغيتى وسترن وتضمن  من أجل بعض الدولارات أكثر (1965)، رصاصة من أجل الجنرال (1966)، الصمت الرهيب والعبقرية، والاثنان الشريكان والغافل (1975). وقد تنازل عن دوره في فيلم سارقو التابوت الضائع، وقد وصف النص بكونه «غير منصف تمامًا».
وأخيرًا أدى تعاونه مع المخرج ورنر هرزج إلى معرفته دوليًا. كإجمالي الأعمال فقد قاما بعمل خمسة أفلام سويًا: أجيرا، غضب الرب (1972)، ووزيك (1978)، ونفراتو ذا فامبير (1979)، وفيتزكارلادو (1982)، وأخيرًاكوبرا فرد(1987). وفي عام 1997 اشتهر بكونه الإرهابي ويلفريد بوز في فيلم إسرائيلي عملية ثندربولت القائم على أحداث عام 1976 عملية أنتبي. كما عُرف بكونه قاتلاً عنيفًا ومنتقمًا من المستقبل في عام 1987 في فيلم سكي-في التلفزيوني متحدثو الوقت، مع ويليم ديفان ولورين هاتون. وفيلمه الأخير (الذي كتبه وأخرجه) كانكنسكي باجانيني (1989)، وفيه لعب دور عازف الكمان الأسطورينيكولو باجانيني (Niccolò Paganini).
وقد قام كينسكي بتثبيت صورته كإنسان وقِح ومتعطش جنونيًا للجنس في سيرته الذاتية كل ما احتاجه هو الحب(أعيد نشرها 1996 كنسخة أصلية لسيرة كينسكي الذاتية) وقد أثار الكتاب غضب الكثيرين وأجبر ابنته ناتاسجا (Nastassja Kinski) على رفع قضية قذف ضده ثم سحبتها بعد ذلك. وقال ويرنر هيرزوج (Werner Herzog) في استعراضه لماضي كينسكي في فيلمه أفضل صديق لي (My Best Fiend) (1999) أن معظم السيرة الذاتية مزيفة فقد تعاون كينسكي والسيرة الذاتية على سباب المخرج. وظلت كتابات كينسكي الشخصية لسنوات عديدة هي المصدر الوحيد للحقائق في حياته ولم يرتب أو يشك بها المحللون. وفي كتاب أفضل صديق لي عرض المخرج الجوانب الخفيفة والمرحة في شخصية كينسكي التي تغيرت. وفي عام 2006 قام كريستان ديفيد بنشر أول سيرة كاملة تعتمد على المواد الأرشيفية المكتشفة والمراسلات الشخصية والمقابلات مع أصدقاء وزملاء كينسكي.[بحاجة لمصدر] وقد تلا ذلك كتاب بيتر جير ذو الغلاف الثقيل والذي يحتوي على مقالات عن حياة كينسكي وأعماله.[بحاجة لمصدر]

## الوفاة
توفى كينسكي في 23 نوفمبر عام 1991 بسبب جلطة قلبية في لانجتس، كاليفورنيا عن عمر يناهز 65 عامًا، وقد أُلقي رماده في المحيط الهادئ. ومازالت سيرته حية في ابنتيه ناتاسجا وبولا، وابنه، نيكولاي.

## وصلات خارجية
- Video clips and interviews with Klaus Kinski نسخة محفوظة 28 أغسطس 2009 على موقع واي باك مشين.
- كلايوس كينسكي على موقع IMDb (الإنجليزية)
- كلايوس كينسكي على موقع الموسوعة البريطانية (الإنجليزية)
- كلايوس كينسكي على موقع روتن توميتوز (الإنجليزية)
- كلايوس كينسكي على موقع مونزينجر (الألمانية)
- كلايوس كينسكي على موقع قاعدة بيانات الأفلام العربية
- كلايوس كينسكي على موقع ألو سيني (الفرنسية)
- كلايوس كينسكي على موقع ميوزك برينز (الإنجليزية)
- كلايوس كينسكي على موقع أول موفي (الإنجليزية)
- كلايوس كينسكي على موقع قاعدة بيانات الأفلام السويدية (السويدية)
- كلايوس كينسكي على موقع إن إن دي بي (الإنجليزية)
- a segment of Guido Bãhm's 2001 Multimedia Analysis and Design project at the Humanities Advanced Technology and Information Institute, University of Glasgow
- Kinski's final interview
- Kinski Fanpage in German
- Guide to Kinski نسخة محفوظة 4 أبريل 2006 على موقع واي باك مشين.
- The Kinski Files blogsite
- Kinski Uncut review
- Klaus Kinski - Actor, Director and Fruitcake With Extra Nuts (TCM Movie Morlocks)
- كلايوس كينسكي على موقع فايند أغريف